# Ken Leung
Kenneth Leung, detto Ken (New York, 21 gennaio 1970), è un attore statunitense di origini cinesi.

## Biografia
Nasce a New York, dove cresce prima a Manhattan e poi a Brooklyn. Dopo aver studiato alla New York University inizia a studiare recitazione. Debutta nel 1995 nel film indipendente Fuga dalla scuola media, in seguito recita in L'angolo rosso - Colpevole fino a prova contraria ma si fa notare nel film di Brett Ratner Rush Hour - Due mine vaganti.
Nel 2000 recita in Tentazioni d'amore dove si distingue anche come cantante, negli anni seguenti partecipa a molti film di successo, tra cui A.I. - Intelligenza artificiale, Vanilla Sky, Red Dragon e Saw - L'enigmista. Dopo aver recitato ne Il calamaro e la balena, recita nel film Inside Man di Spike Lee, dal quale era già stato diretto nel film TV del 2004 Sucker Free City.
Nel 2006 si fa notare nel ruolo di Kid Omega/Quill in X-Men - Conflitto finale. Nel 2008 entra nel cast della quarta stagione di Lost nel ruolo del sensitivo Miles Straume. Tra il 2014 e il 2016 è tra i protagonisti della serie televisiva medica The Night Shift nel ruolo di Cristopher Zia. Nel 2015 prende parte, come membro della Resistenza, a Star Wars - Il risveglio della Forza. Nel 2017 entra nel cast della serie televisiva del Marvel Cinematic Universe Inhumans nel ruolo di Karnak.

## Filmografia

### Attore

#### Cinema
- Pictures of Baby Jane Doe, regia di Paul Peditto (1995)
- Fuga dalla scuola media (Welcome to the Dollhouse), regia di Todd Solondz (1995)
- L'angolo rosso - Colpevole fino a prova contraria (Red Corner), regia di Jon Avnet (1997)
- Kundun, regia di Martin Scorsese (1997)
- Rush Hour - Due mine vaganti (Rush Hour), regia di Brett Ratner (1998)
- Man of the Century, regia di Adam Abraham (1999)
- Tentazioni d'amore (Keeping the Faith), regia di Edward Norton (2000)
- Maze, regia di Rob Morrow (2000)
- The Family Man, regia di Brett Ratner (2000)
- A.I. - Intelligenza artificiale (Artificial Intelligence: AI), regia di Steven Spielberg (2001)
- Home Sweet Hoboken, regia di Yoshifumi Hosoya (2001)
- Spy Game, regia di Tony Scott (2001)
- Vanilla Sky, regia di Cameron Crowe (2001)
- Face, regia di Bertha Bay-Sa Pan (2002)
- Red Dragon, regia di Brett Ratner (2002)
- Saw - L'enigmista (Saw), regia di James Wan (2004)
- Il calamaro e la balena (The Squid and the Whale), regia di Noah Baumbach (2005)
- Inside Man, regia di Spike Lee (2006)
- East Broadway, regia di Fay Ann Lee (2006)
- X-Men - Conflitto finale (X-Men: The Last Stand), regia di Brett Ratner (2006)
- Shanghai Kiss, regia di Kern Konwiser e David Ren (2007)
- Year of the Fish, regia di David Kaplan (2007)
- Star Wars - Il risveglio della Forza (Star Wars: The Force Awakens), regia di J. J. Abrams (2015)
- Old, regia di M. Night Shyamalan (2021)
- Missing, regia di Will Merrick e Nick Johnson (2023)
- Joker: Folie à Deux, regia di Todd Phillips (2024)
- L'ultima missione: Project Hail Mary (Project Hail Mary), regia di Phil Lord e Christopher Miller  (2026)

#### Televisione
- Law & Order - I due volti della giustizia (Law & Order) – serie TV, 4 episodi (1995-2002)
- New York Undercover – serie TV, episodio 3x21 (1997)
- Wonderland – serie TV, episodio 1x03 (2000)
- Deadline – serie TV, episodio 1x01 (2000)
- Oz – serie TV, episodio 4x10 (2001)
- Whoopi – serie TV, episodio 1x20 (2004)
- Strip Search, regia di Sidney Lumet – film TV (2004)
- The Jury – serie TV, episodio 1x06 (2004)
- Sucker Free City, regia di Spike Lee – film TV (2004)
- Hate, regia di Paris Barclay e James DeMonaco – film TV (2005)
- I Soprano (The Sopranos) – serie TV, episodio 6x15 (2007)
- Lost – serie TV, 34 episodi (2008-2010)
- The Good Wife – serie TV, episodio 2x16 (2011)
- Person of Interest – serie TV, 4 episodi (2012-2013)
- Deception – serie TV, 4 episodi (2013)
- Zero Hour – serie TV, 8 episodi (2013)
- The Night Shift – serie TV, 35 episodi (2014-2016)
- Inhumans – serie TV, 8 episodi (2017)
- The Blacklist – serie TV, 6 episodi (2019)
- High Maintenance – serie TV, 3 episodi (2019-2020)
- Industry – serie TV, 16 episodi (2020-2022)
- Avatar - La leggenda di Aang (Avatar: The Last Airbender) – serie TV, 6 episodi (2024) – Zhao

### Doppiatore
- Pantheon - serie TV, 2 episodi (2022)
- Velma - serie TV, 4 episodi (2023)

### Cortometraggi
- Fly, regia di Abraham Lim (1998)
- Works of Art, regia di Andrew Pang (2010)

## Doppiatori italiani
Nelle versioni in italiano delle opere in cui ha recitato, Ken Leung è stato doppiato da:
- Christian Iansante in Lost, The Good Wife, Person of Interest
- Luigi Ferraro in Rush Hour - Due mine vaganti, Missing
- Enrico Pallini in The Blacklist, Inhumans
- Simone D'Andrea in Avatar - La leggenda di Aang, Joker: Folie à Deux
- Gaetano Varcasia in Law & Order - I due volti della giustizia (ep. 5x12)
- Massimiliano Manfredi in A.I. - Intelligenza artificiale
- Fabrizio Manfredi in Red Dragon
- Gianfranco Miranda in Saw - L'enigmista
- Marco Vivio in Sucker Free City
- Nanni Baldini in Inside Man
- Simone Crisari in X-Men - Conflitto finale
- Corrado Conforti ne I Soprano
- Stefano Thermes in The Night Shift
- Alessandro Quarta in Star Wars: Il risveglio della Forza
- Alessandro Parise in Old